# Paraboea minahassae
Paraboea minahassae är en tvåhjärtbladig växtart som först beskrevs av Johannes Elias Teijsmann och Simon Binnendijk, och fick sitt nu gällande namn av Brian Laurence Burtt. Paraboea minahassae ingår i släktet Paraboea och familjen Gesneriaceae. Inga underarter finns listade i Catalogue of Life.